# Yolande Elebe Ma Ndembo
Yolande Elebe Ma Ndembo (connue sous le nom de Yolande Elebe) est une journaliste, poétesse et femme politique de la république démocratique du Congo. Elle est engagée dans la promotion de l'écriture.

## Biographie
Yolande Elebe Ma Ndembo est fille du journaliste Philippe Elebe, figure des lettres zaïroises. Elle est une écrivaine, journaliste et fondatrice de l'asbl Kinoiserie, dont l'un des objectifs est de venir en aide aux enfants en situation de précarité à Kinshasa. Elle a été classée en 2023 dans le top 5 des femmes culturelles congolaises établi par le magazine Kongo.
Le 29 mai 2024, elle est nommée ministre de la Culture et des Arts du gouvernement Suminwa.
Yolande Elebe est une femme de lettres, écrivaine et experte culturelle internationale. Actuellement Ministre de la Culture, des Arts et du Patrimoine de la République Démocratique du Congo, elle incarne l'engagement profond en faveur de la valorisation et de la diffusion de la culture congolaise, tant sur la scène nationale qu'internationale.
Au fil des années, Yolande Elebe Ma Ndembo a occupé divers postes de responsabilité dans des institutions publiques et des organisations de la société civile. En tant que conseillère socio-culturelle du Gouverneur de la ville de Kinshasa, elle a su apporter une contribution significative à la gestion et à la valorisation des ressources culturelles de la capitale congolaise.
Elle a également joué un rôle crucial en tant que coordonnatrice des points focaux au niveau mondial et représentante de la République Démocratique du Congo pour la Journée Mondiale de la Culture Africaine et Afro-descendante. Dans cette fonction, elle a activement œuvré pour la visibilité et la reconnaissance des contributions culturelles de l'Afrique dans le monde.
Yolande Elebe Ma Ndembo a présidé l'Association des Femmes de Lettres du Congo, où elle a mis en avant le travail des écrivaines et des artistes féminines du pays. Elle est également cofondatrice du Collectif des Artistes et des Culturels de la RDC, une initiative visant à promouvoir la solidarité et la collaboration entre les différents acteurs du secteur culturel. Sa participation à la Commission Nationale de la Rumba a été déterminante dans la lutte pour l'inscription de la rumba congolaise au patrimoine immatériel de l'UNESCO, un combat qu'elle a mené avec passion et détermination.
Par ailleurs, Yolande Elebe Ma Ndembo a été secrétaire générale honoraire de la Commission Spéciale de Coopération Brazzaville – Kinshasa, un poste qui lui a permis de renforcer les liens culturels entre les deux capitales africaines. En tant qu'experte culturelle, elle a contribué à la désignation de Kinshasa et Brazzaville comme Capitals Africaines de la Culture 2024-2025, une reconnaissance qui souligne son expertise et son rôle central dans la dynamique culturelle de la région.

## Publications
- 2018 : Divagations
- 2018 : Le Bictari.